# نیتان فرست
نیتان فرست (انگلیسی: Nathan Furst؛ زادهٔ ۴ ژوئیهٔ ۱۹۷۸) موسیقی‌دان و آهنگساز اهل ایالات متحده آمریکا و فرزند استیون فرست است.
از فیلم‌ها یا مجموعه‌های تلویزیونی که وی در آن‌ها نقش داشته‌است، می‌توان به بیونیکل: ماسکی از نور، بیونیکل ۲: افسانه‌های ماتو نویی، بیونیکل ۳: تاری از سایه‌ها، دریاچه وحشت ۲، دریاچه وحشت ۳، هجوم کوسه‌ها، قانون شجاعت، جنون سرعت و ۱۲ راند ۲: بارگذاری مجدد اشاره نمود.